# هولت (میشیگان)
هولت (به انگلیسی: Holt) یک منطقهٔ مسکونی در ایالات متحده آمریکا است که در شهرستان اینگام، میشیگان واقع شده‌است. هولت ۴۱٫۱ کیلومتر مربع مساحت و ۲۳٬۹۷۳ نفر جمعیت دارد و ۲۶۹ متر بالاتر از سطح دریا واقع شده‌است.